# SK Beveren
Sportkring Beveren (SK Beveren) – belgijski klub piłkarski, grający w Eerste klasse B, mający siedzibę w mieście Beveren.

## Historia
Chronologia nazw:
- 1936–1944: F.C. Red Star Nieuwkerken/Waas
- 1944–2002: K.F.C. Red Star Haasdonk
- 2002–2010: K.V. Red Star Waasland
- 2010–2022: K.V. Red Star Waasland – SK Beveren
- 2022–: SK Beveren

Klub został założony w 1936 jako F.C. Red Star Nieuwkerken/Waas oraz zarejestrowany w Amatorskim Związku Piłki Nożnej. W 1944 dołączył do Belgijskiego Związku Piłki Nożnej i pod nazwą K.F.C. Red Star Haasdonk zaczął grać w najniższej lidze prowincjonalnej Zachodniej Flandrii. W 2001 roku po raz pierwszy zespół zdobył awans do III ligi. Po zakończeniu debiutowego sezonu, w czerwcu 2002 przeniósł się do pobliskiego stadionu Puyenbekestadion nieistniejącego klubu Sint-Niklaas i zmienił nazwę na K.V. Red Star Waasland. Waasland to nazwa regionu, gdzie znajdują się miasta Haasdonk (dzielnica Beveren) i Sint-Niklaas. W 2004 zespół zdobył awans do drugiej ligi. Latem 2010 do klubu przyłączył się KSK Beveren, który zmagał się z problemami sportowymi i finansowymi. W wyniku tej fuzji klub przyjął nazwę K.V. Red Star Waasland – SK Beveren i przeprowadził się do największego stadionu miasta Beveren – Freethiel Stadion. Po zakończeniu sezon 2011/12 zespół zajął drugie miejsce w drugiej lidze i zdobył awans do pierwszej ligi.
7 czerwca 2022 K.V.R.S. Waasland-SK Beveren i KSK Beveren osiągnęły porozumienie, w wyniku którego od sezonu 2022/2023 oba kluby będą rywalizować w swoich rozgrywkach pod historycznym logo KSK Beveren, a K.V.R.S. Waasland-SK Beveren będzie grać jako SK Beveren w rozgrywkach Eerste klasse B.

## Sukcesy

### Trofea międzynarodowe
Nie uczestniczył w rozgrywkach europejskich (stan na 31-05-2012).

### Trofea krajowe
| \| \| Zdobyte trofea w rozgrywkach Belgii (stan na: 31-05-2012) \| |                                                           |      |          |
| Rozgrywki                                                          | Osiągnięcie                                               | Razy | Sezon(y) |
| Mistrzostwo                                                        | I miejsce                                                 | 0    |          |
| Mistrzostwo                                                        | II miejsce                                                | 0    |          |
| Mistrzostwo                                                        | III miejsce                                               | 0    |          |
| Puchar                                                             | zdobywca                                                  | 0    |          |
| Puchar                                                             | finalista                                                 | 0    |          |
| Puchar                                                             | 1/8 finału                                                | 1    | 2008     |
| II liga                                                            | I miejsce                                                 | 0    |          |
| II liga                                                            | II miejsce                                                | 1    | 2012     |
| II liga                                                            | III miejsce                                               | 0    |          |
| Belgia                                                             | Zdobyte trofea w rozgrywkach Belgii (stan na: 31-05-2012) |      |          |

## Stadion
- 1936 – 2002: Robert Waterschootstadion w Haasdonk (dzielnica Beveren) – 1500 miejsc.
- 2002 – 2010: Puyenbekestadion w Belsele (miejscowość w gminie Sint-Niklaas) – 5962 miejsc.
- od 2010: Stadion Freethiel w Beveren – 12 930 miejsc.

## Skład na sezon 2021/2022

### Pierwszy skład
Stan na 6 lipca 2021
| Nr | Poz. | Piłkarz             |
| -- | ---- | ------------------- |
| 1  | BR   | Nordin Jackers      |
| 2  | OB   | Jenthe Mertens      |
| 3  | OB   | Brendan Schoonbaert |
| 4  | OB   | Jur Schryvers       |
| 5  | OB   | Felix Bastians      |
| 6  | PO   | Leonardo Bertone    |
| 7  | OB   | Jacob Buus          |
| 8  | NA   | Matthias Verreth    |
| 9  | NA   | Jordan Faucher      |
| 11 | NA   | Joseph Efford       |
| 12 | NA   | Alessandro Albanese |
| 14 | NA   | Tom Reyners         |
| 15 | OB   | Dries Wuytens ()    |

| Nr | Poz. | Piłkarz               |
| -- | ---- | --------------------- |
| 16 | PO   | Sivert Heltne Nilsen  |
| 17 | NA   | Daniel Maderner       |
| 18 | BR   | Brent Gabriël         |
| 19 | PO   | Milan De Mey          |
| 20 | PO   | Nikola Pejčić         |
| 21 | BR   | Bill Lathouwers       |
| 22 | OB   | Adama Ardile Traoré   |
| 26 | OB   | Aleksandar Vukotić    |
| 27 | OB   | Chris Kablan          |
| 31 | OB   | Michael Davis         |
| 39 | PO   | Jóan Símun Edmundsson |
|    | PO   | Stefan Milošević      |